# Recordarás mi nombre
Recordarás mi nombre es una telenovela colombiana producida por RTI Televisión para la Primera Cadena en 1976 y siendo dirigida por Luis Eduardo Gutiérrez y Fabio Camero. Se estrenó el día 18 de octubre de 1976 en el horario de las 10:00 de la noche.
Fue protagonizada por Yamile Humar, quien regresó después de dos años de ausencia de la pantalla chica, y el actor Aldemar García. Con 55 capítulos, esta telenovela fue una adaptación de Julio Jiménez de la obra "Jane Eyre" de Carlota Bronte.

## Sinopsis
La historia de una institutriz que llega a trabajar a la mansión de un enigmático y adinerado señor, quienes inician un romance, pero un misterio los rodea, algo que el hombre oculta al interior de la casa.

## Reparto
- Yamile Humar
- Aldemar García
- Franky Linero
- Teresa Gutiérrez
- Raquel Sofía Amaya
- Lucy Martínez
- Lucero Galindo
- Mauricio Figueroa
- Samara de Córdova
- Chela del Río
- Edgardo Román
- Carmenza de Cadavid
- Víctor Cifuentes
- Marina García